# نیکیتاس کاکلامانیس
نیکیتاس کاکلامانیس (یونانی: Νικήτας Κακλαμάνης؛ زادهٔ ۱ آوریل ۱۹۴۶) یک سیاست‌مدار و پزشک اهل یونان است.وی از سال ۲۰۰۷ تا ۲۰۱۰ شهردار آتن بود.